# Bradypterus baboecala
Bradypterus baboecala là một loài chim trong họ Locustellidae.